# Société d'installation de force et de traction
Pour les articles homonymes, voir SIFT.
La Société d'installation de force et de traction est une entreprise française fondée en 1916.
SIFT a d'abord fabriqué des moteurs et du matériel militaire. Elle a ensuite sorti son premier tracteur en 1938 ; c'est un type TD4, qui pèse 2,2 tonnes,. Toutes les pièces de ce tracteur sont fabriquées en France. D'abord installée à Boulogne-Billancourt, la société déménage après guerre à Argenteuil. Après avoir produit des milliers de tracteurs, dont 5000 sous-produits par la SNECMA, les ventes s'effondrent (284 tracteurs produits en 1958). La marque disparaît en 1965, absorbée par la Compagnie des Ateliers et Forges de la Loire.